# Papuanthes
Papuanthes é um género botânico pertencente à família Loranthaceae.

## Espécies
- Papuanthes albertisii